# Trowbridge
Trowbridge er grevskabshovedstad (County town) i Wiltshire-distriktet, Wiltshire, England, med et indbyggertal (pr. 2015) på 42.131. Byen ligger 149 km fra London. Den nævnes i Domesday Book fra 1086, hvor den kaldes Straburg.